# Geología de la Antártida

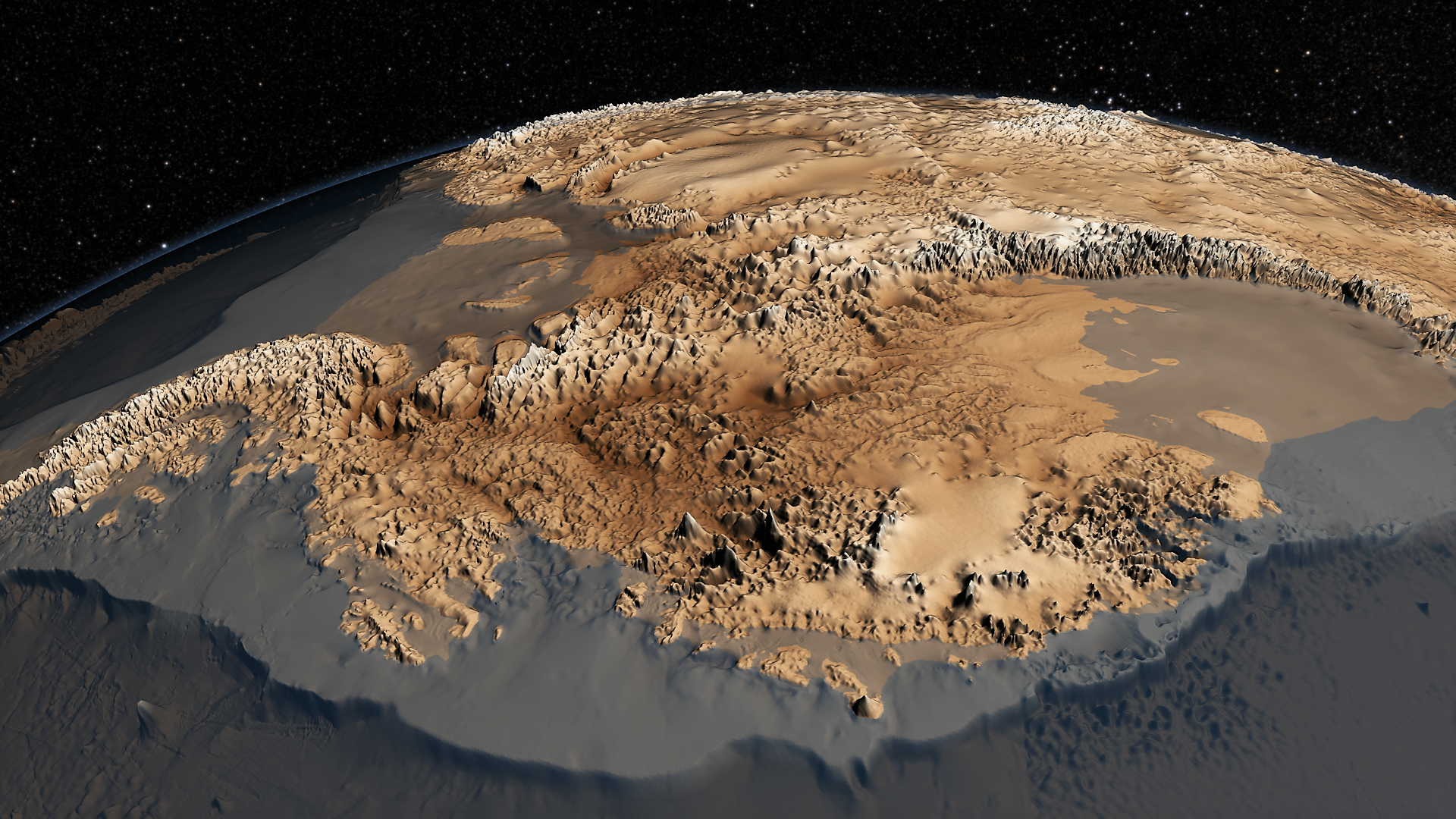
Topografía del lecho de rocas de la Antártida, de mucha importancia para comprender el movimiento de las capas de hielo continentales.

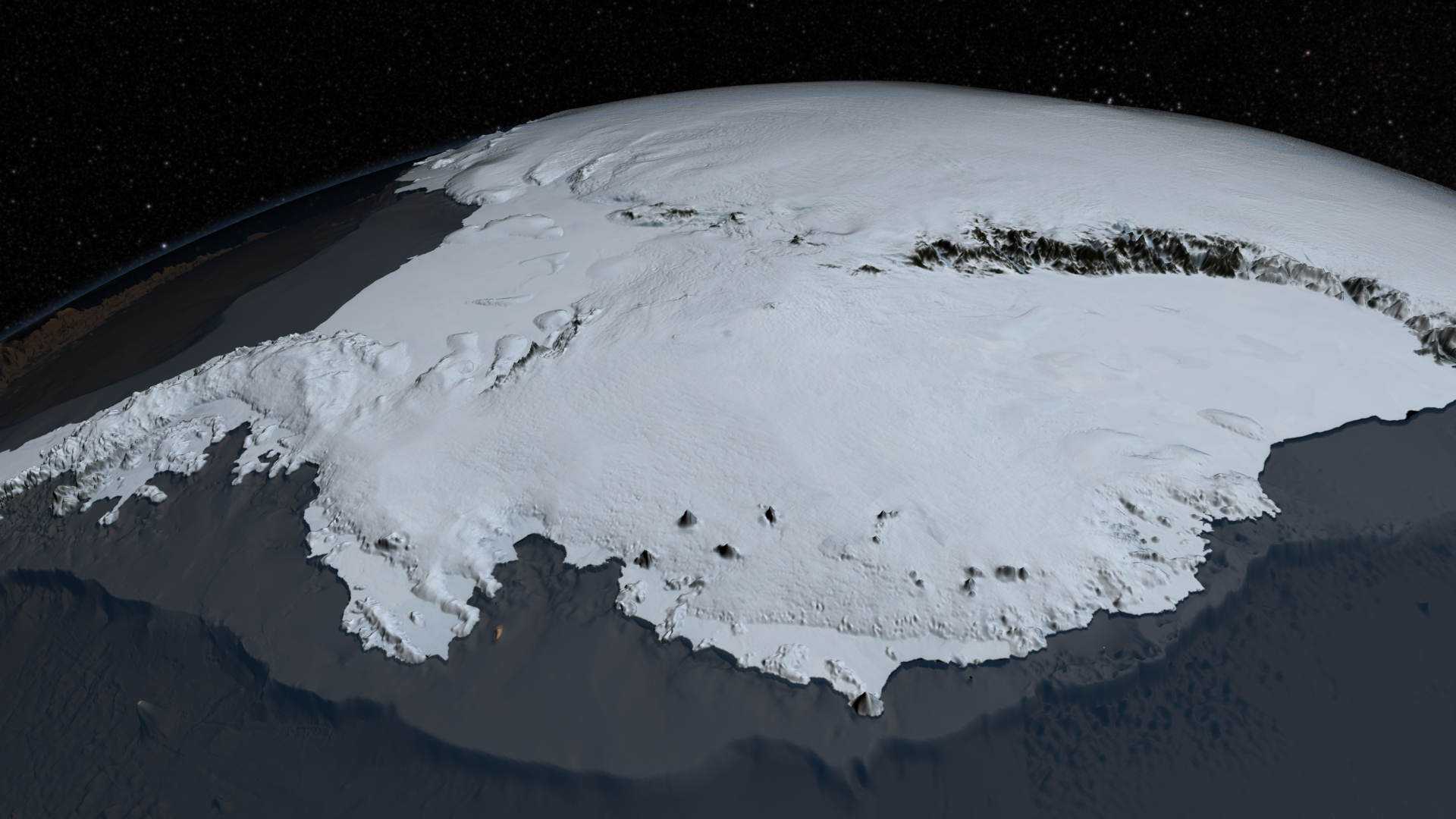
Visualización del conjunto de datos BEDMAP2 de la misión de la NASA Operation IceBridge, obtenida con láser y radar para conseguir datos relacionados con la altura de la superficie, la topografía del lecho de rocas y el espesor de las capas de hielo.

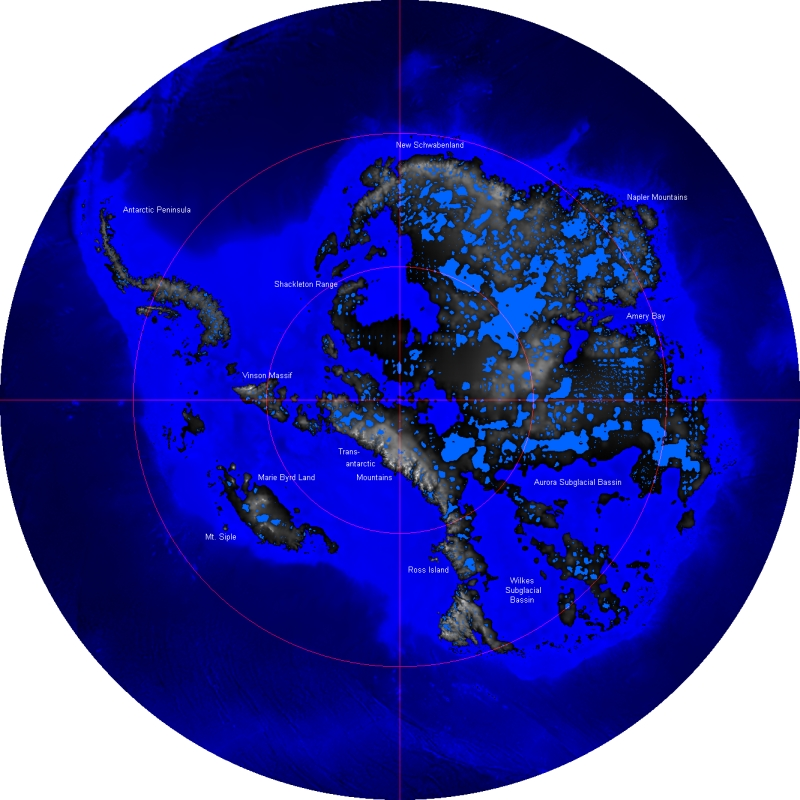
La Antártida sin su capa de hielo. En este mapa no se tiene en cuenta la subida del nivel del mar a causa del hielo derretido, ni que el continente se elevaría varios cientos de metros al haber desaparecido el peso que ejercía el hielo sobre el lecho de rocas.

La historia geológica de la Antártida cubre el desarrollo geológico del continente a través del eón Proterozoico y las eras Paleozoica, Mesozoica y Cenozoica.
Hace más de 170 millones de años, la Antártida formaba parte de Gondwana. Con el tiempo, este supercontinente se dividió, dando lugar, hace 35 millones de años, a la Antártida tal y como la conocemos hoy.

## Eón Proterozoico
El cratón de Mawson de Australia y la Antártida Oriental muestra evidencias de una actividad tectónica que abarca desde el eón Arcaico hasta la era Mesoproterozoica, en Tierra Adelia, Tierra de Jorge V y la cordillera de Miller de la zona central de las montañas Transantárticas.

## Era Paleozoica (540-250 Ma)
Durante el período Cámbrico, Gondwana contaba con un clima templado. La Antártida Occidental se encontraba parcialmente en el hemisferio norte, y durante este periodo se depositaron grandes cantidades de arenisca, caliza y shale. La Antártida Oriental se encontraba en el ecuador, en cuyos lechos marinos los invertebrados y los trilobites prosperaron.
Al comienzo del período Devónico (416 Ma), Gondwana se hallaba a latitudes más australes y el clima se había enfriado. Sin embargo, se han hallado fósiles de plantas terrestres. Durante este período se depositó arena y limo en lo que son ahora los montes Ellsworth y las montañas Horlick y Pensacola.
La glaciación comenzó a finales del período Devónico (360 Ma) a medida que Gondwana se acercaba al polo sur y el clima seguía enfriándose. Durante el período Pérmico, la flora predominante está constituida por plantas similares a helechos, como la Glossopteris, que crecían en pantanos. Estos, con el paso del tiempo, se convertirían en depósitos de carbón, en las montañas Transantárticas. Hacia finales del Pérmico, el continuo aumento de las temperaturas condujo a un clima seco y caluroso en la mayor parte del supercontinente.

## Era Mesozoica (250-66 Ma)
Como resultado del continuo aumento de las temperaturas, las capas de hielo polar se derritieron y gran parte de Gondwana se convirtió en desierto. En la Antártida Oriental, los helechos con semilla se asentaron y se depositaron grandes cantidades de arenisca y shale. La península Antártica comenzó a formarse durante el período Jurásico (206–146 Ma) y las islas fueron emergiendo del océano gradualmente. Predominaban los ginkgo y las cicas, así como reptiles como el Lystrosaurus. En la Antártida Occidental, los bosques de coníferas cubrieron la tierra durante todo el período Cretático (146–65 Ma), aunque los Nothofagus comenzaron a ganar fuerza hacia el final de este período. Eran comunes los amonites en los mares que rodean la Antártida, y también existían dinosaurios, aunque solo se han descrito tres géneros de dinosaurios australes hasta la fecha (Cryolophosaurus, Antarctopelta y Glacialisaurus). Durante este período, Gondwana comenzaría a dividirse.

## Geología de la Antártida actual
El estudio geológico de la Antártida se ha visto dificultado por la continua presencia de hielo en casi todo el continente. Sin embargo, nuevas técnicas como la teledetección revelan poco a poco las estructuras bajo el permafrost.
A nivel geológico, la Antártida Occidental se asemeja a los Andes en América del Sur. La península Antártica se formó por levantamiento y metamorfismo de los sedimentos marinos durante el Paleozoico tardío y el Mesozoico temprano. A esto se le unió el vulcanismo. Las rocas que más abundan en esta zona son la andesita y la riolita, de origen volcánico y formadas durante el Jurásico. Se tienen también evidencias de actividad volcánica, incluso después de que se formaran las capas de hielo, en Tierra de Marie Byrd y la isla Alejandro I. La única área anómala es la región de los montes Ellsworth, donde la estratigrafía se asemeja más a la parte oriental del continente.
El rift de la Antártida Occidental descansa entre la Antártida Occidental y la Oriental. Aún sigue activo por la lenta separación entre ambas partes.
La Antártida Oriental es, a nivel geológico, más antigua, ya que data del Precámbrico, y contiene rocas formadas hace más de 3 mil millones de años. Está compuesta por una plataforma metamórfica e ígnea que constituye la base del escudo continental. Encima de esta se encuentran rocas modernas, como arenisca, limo, carbón y shale, que se depositaron durante el Devónico y el Jurásico desde las montañas Transantárticas. En las zonas costeras como la cordillera de Shackleton o Tierra de Victoria se pueden encontrar fallas.
El recurso mineral principal conocido en el continente es el carbón, descubierto por primera vez cerca del glaciar Beardmore por el explorador Frank Wild en la Expedición Nimrod. Las montañas Príncipe Carlos contienen importantes depósitos de mineral ferroso. Sin embargo, los recursos más importantes de este continente se encuentran en los mares que lo rodean: los yacimientos de petróleo y gas natural encontrados en el mar de Ross en 1973. La explotación de los recursos minerales de la Antártida está prohibida hasta 2048 para todos los países firmantes, según el Protocolo al Tratado Antártico sobre Protección del Medio Ambiente.